# Dussiella
Dussiella — рід грибів родини Clavicipitaceae. Назва вперше опублікована 1890 року.

## Класифікація
До роду Dussiella відносять 3 види:
- Dussiella orchideacearum
- Dussiella tuberiformis
- Dussiella violacea